# Røjleskov Kirke
Røjleskov Kirke er en sognekirke i Røjleskov Sogn, ca. 9,5km nord for Middelfart. Kirken har et kor, skib og et kirketårn. 
Kirken er opført i 1914 efter tegninger af arkitekt Niels Peder Jensen, som også tegnede Gerskov Kirke og Strib Kirke.

## Eksterne kilder og henvisninger
- Wikimedia Commons har flere filer relateret til Røjleskov Kirke
- Røjleskov Kirke hos KortTilKirken.dk